# Grădina Alexandrovski (Sankt Petersburg)
Acest parc nu trebuie să fie confundat cu Parcul Alexandrovski din St. Petersburg și cu Grădina Alexandrovski din Moscova.

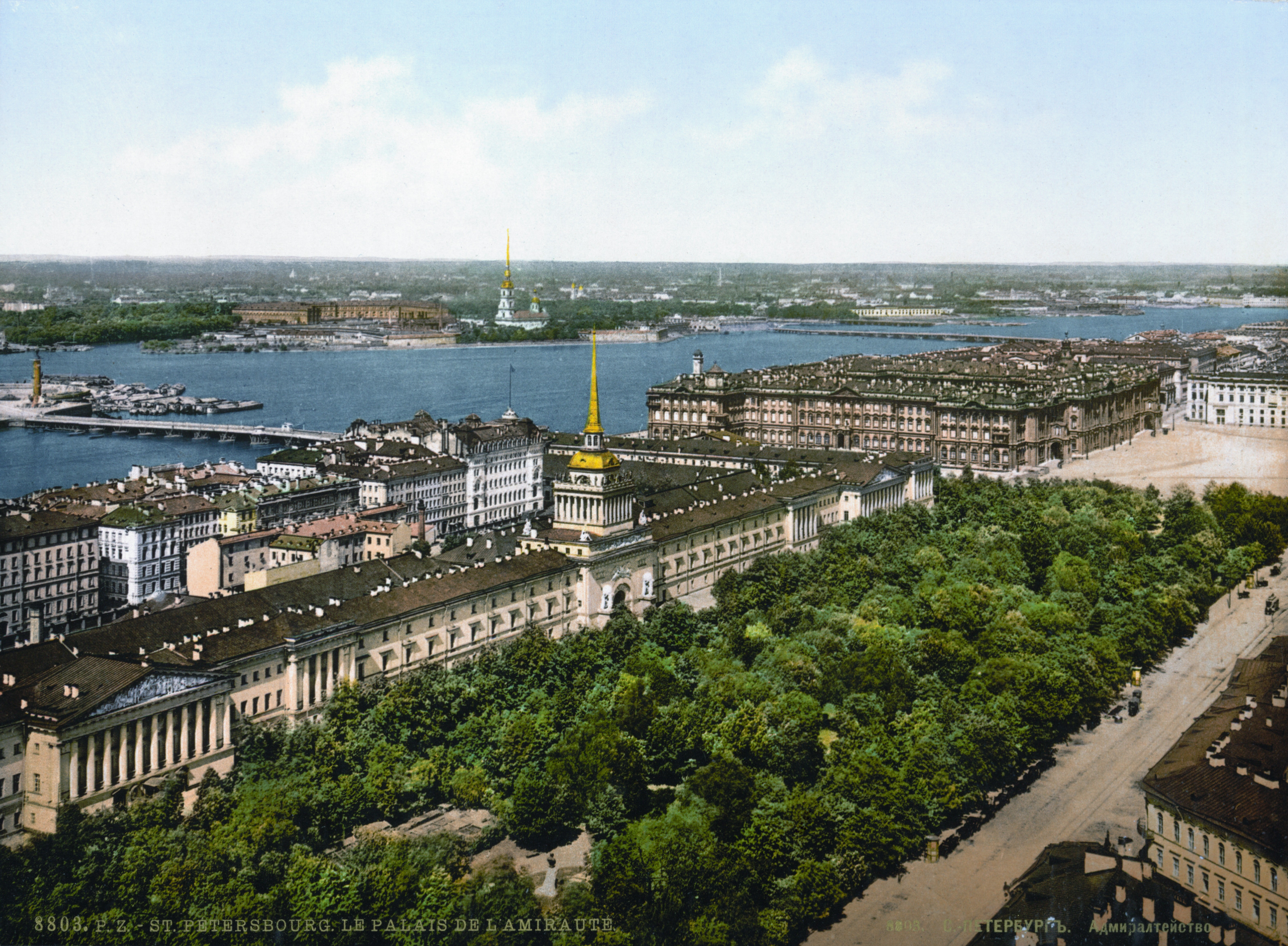
O litografie fotocromatică de la sfârșitul secolului al XIX-lea.

Grădina Alexandrovski (în rusă Александровский сад, transliterat: Aleksandrovski sad) este un parc public mărginit de fațadele de sud și de vest ale clădirii Amiralității Ruse din Sankt-Petersburg, ce se întinde, în paralel cu râul Neva și cu Cheiul Amiralității, din Piața Palatului (aflată la est) către Catedrala Sf. Isac (aflată la vest). Parcul englez este numit după țarul Alexandru al II-lea al Rusiei care a comandat plantarea acolo a 52 de specii de copaci. El a fost cunoscut anterior ca Parcul Amiralității și Grădina Muncitorilor.
Grădina a fost proiectată de arhitectul Luigi Rusca în 1805. William Gould, un grădinar născut în Anglia, a fost angajat să demoleze zidurile sudice ale fortăreței Amiralității și să le înlocuiască cu patru alei plantate cu tei. Șanțul cu apă al fortăreței a fost asanat în 1819 pentru a se obține terenuri pentru amenajarea unor alei suplimentare. Grădina era un loc tradițional pentru sărbătorile populare de Paște și Maslenița (Lăsata secului). Cele trei alei care pornesc de la Turnul Amiralității către Nevski Prospekt, Voznesenski Prospekt și Strada Gorohovaia au fost proiectate de Ivan Fomin în 1923. Acest aranjament a făcut ca Turnul Amiralității să devină punctul focal al centrului municipal.
Prin contrast cu Grădină de Vară, Grădina Alexandrovski nu a avut inițial nici o statuie. Abia în anul 1833 ai fost amplasate aici copiile din marmură ale statuilor Hercule Farnese și Farnese Flora realizate de Paolo Triscorni. O fântână a fost instalată în fața Turnului Amiralității în 1879. Monumentul lui Nikolai Prjevalski și patru busturi (bustul lui Mihail Glinka, realizat de Vladimir Pașcenko, și busturile lui Nikolai Gogol, Mihail Lermontov și Vasili Jukovski, realizate de Vasili Kreitan) datează din anii 1890. Bustul cancelarului Gorceakov a fost adăugat în 1998.

## Monumente

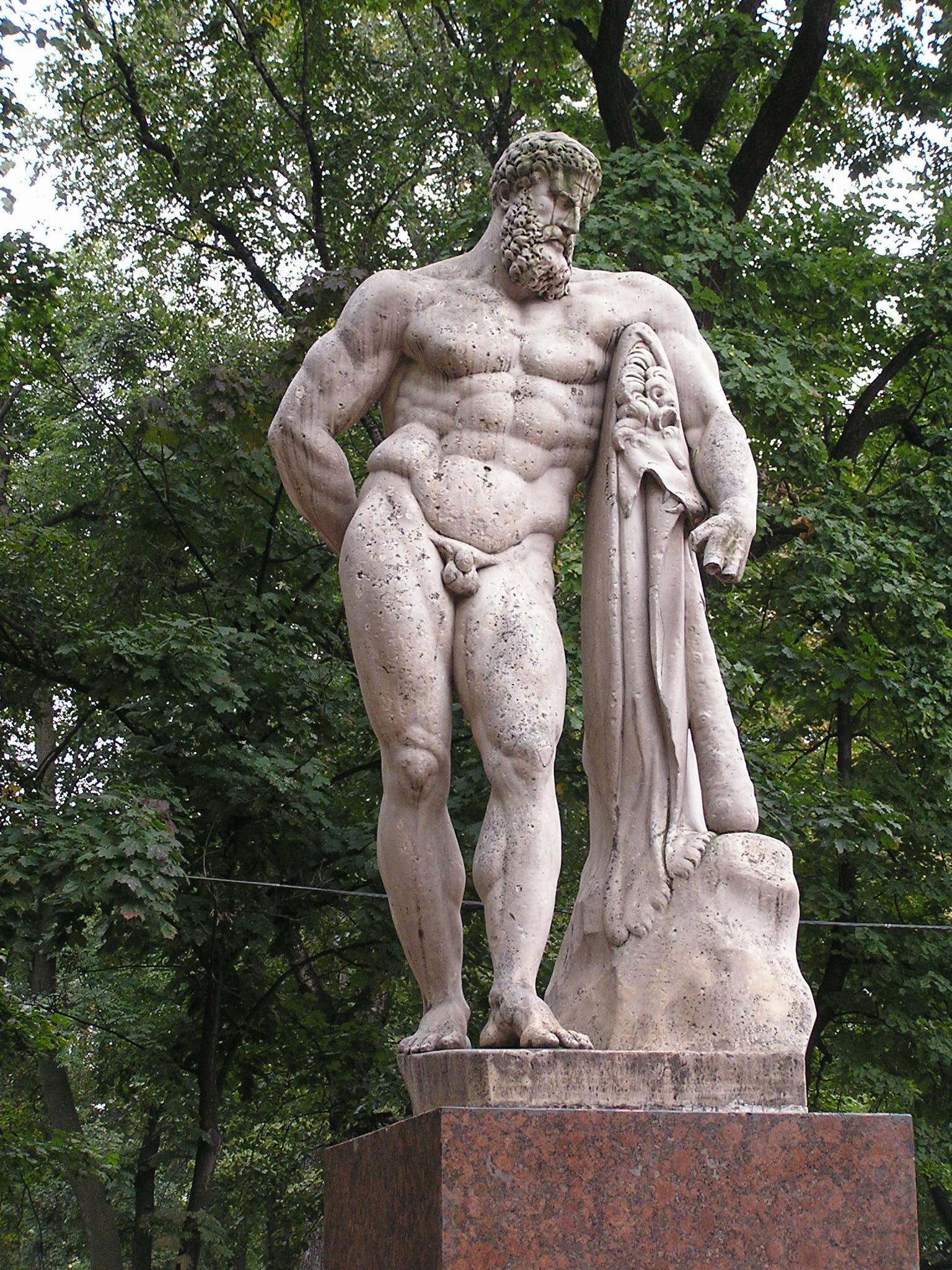
Monumentul Hercule Farnese
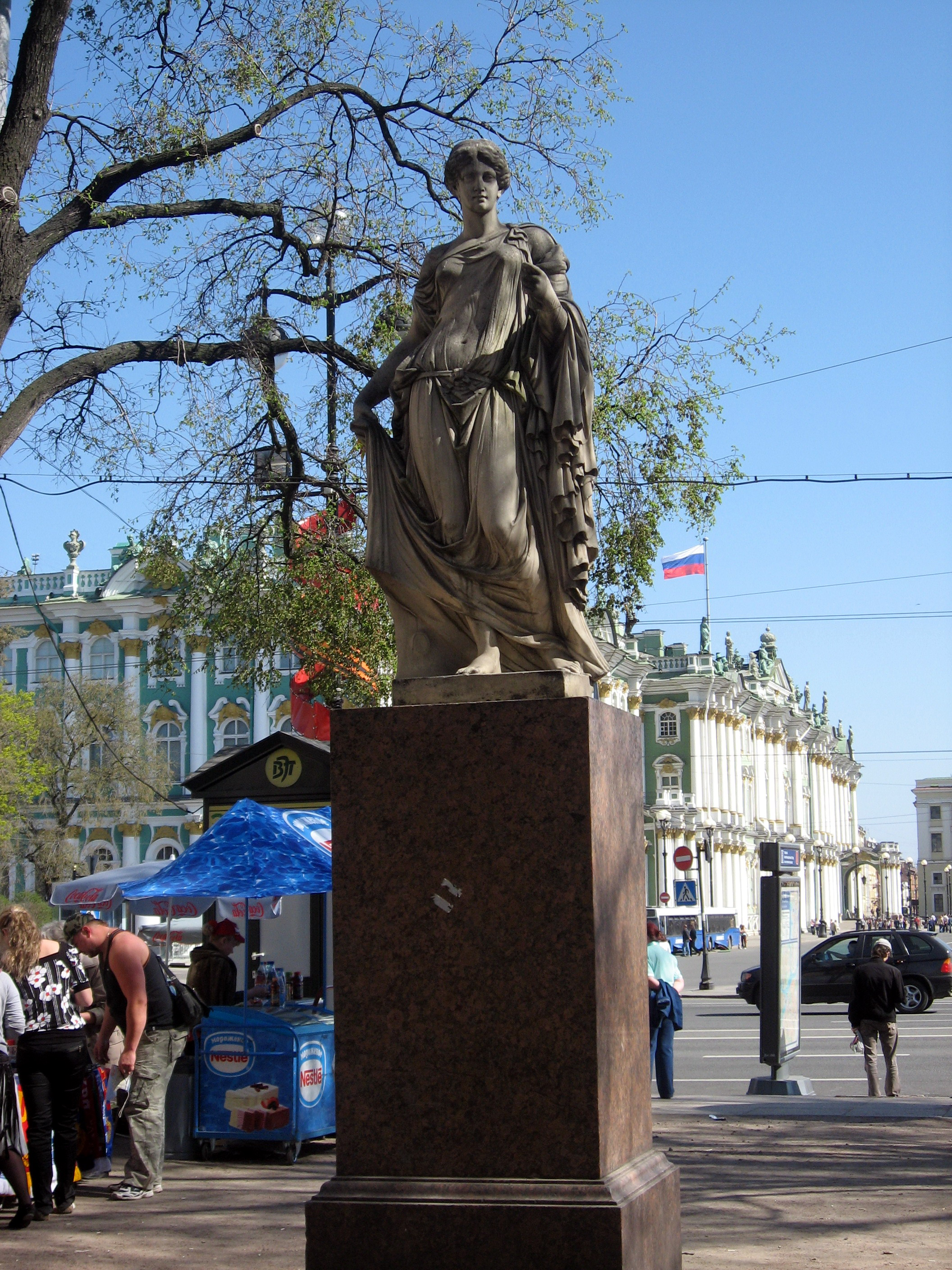
Monumentul Flora Farnese
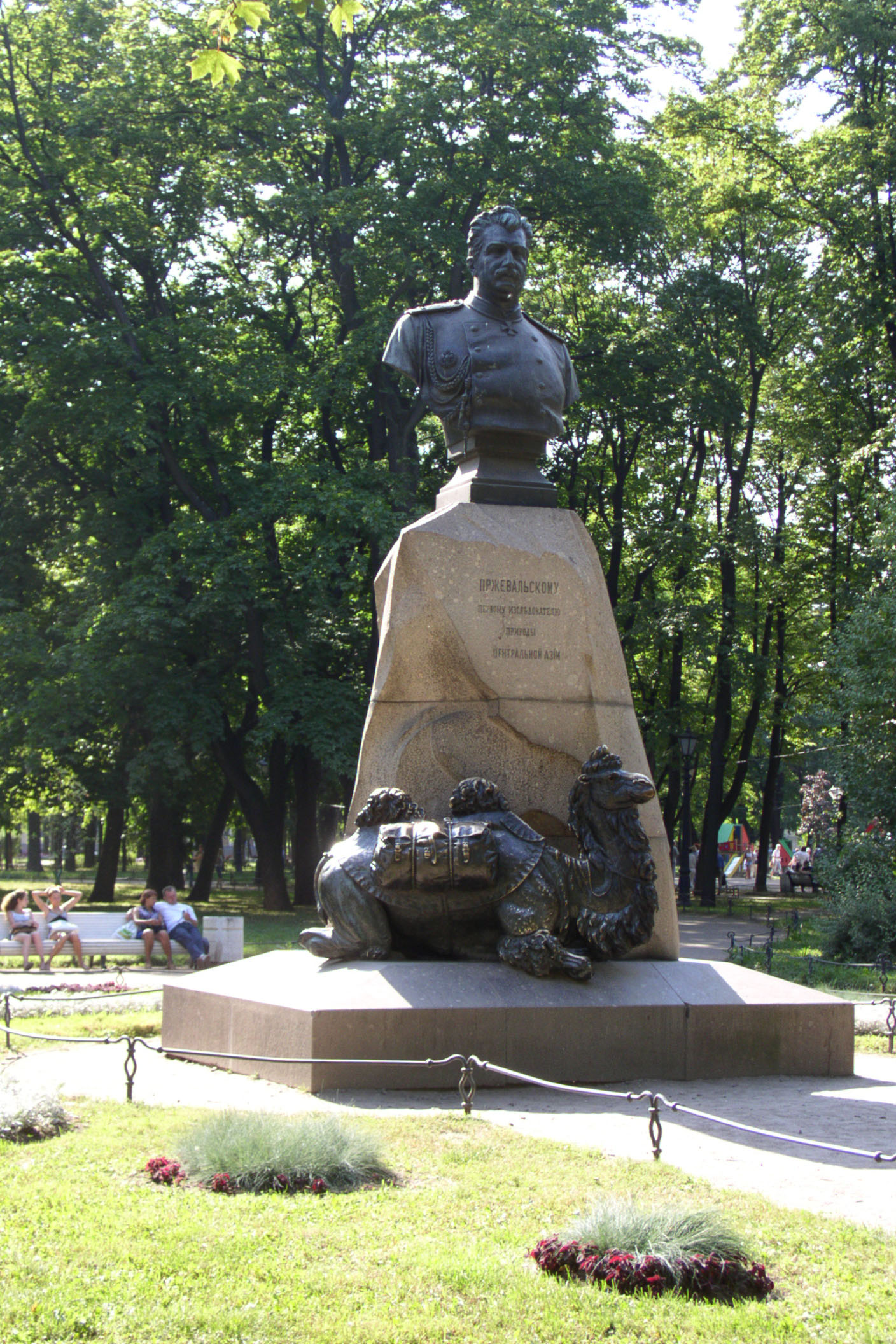
Monumentul lui Nikolai Prjevalski
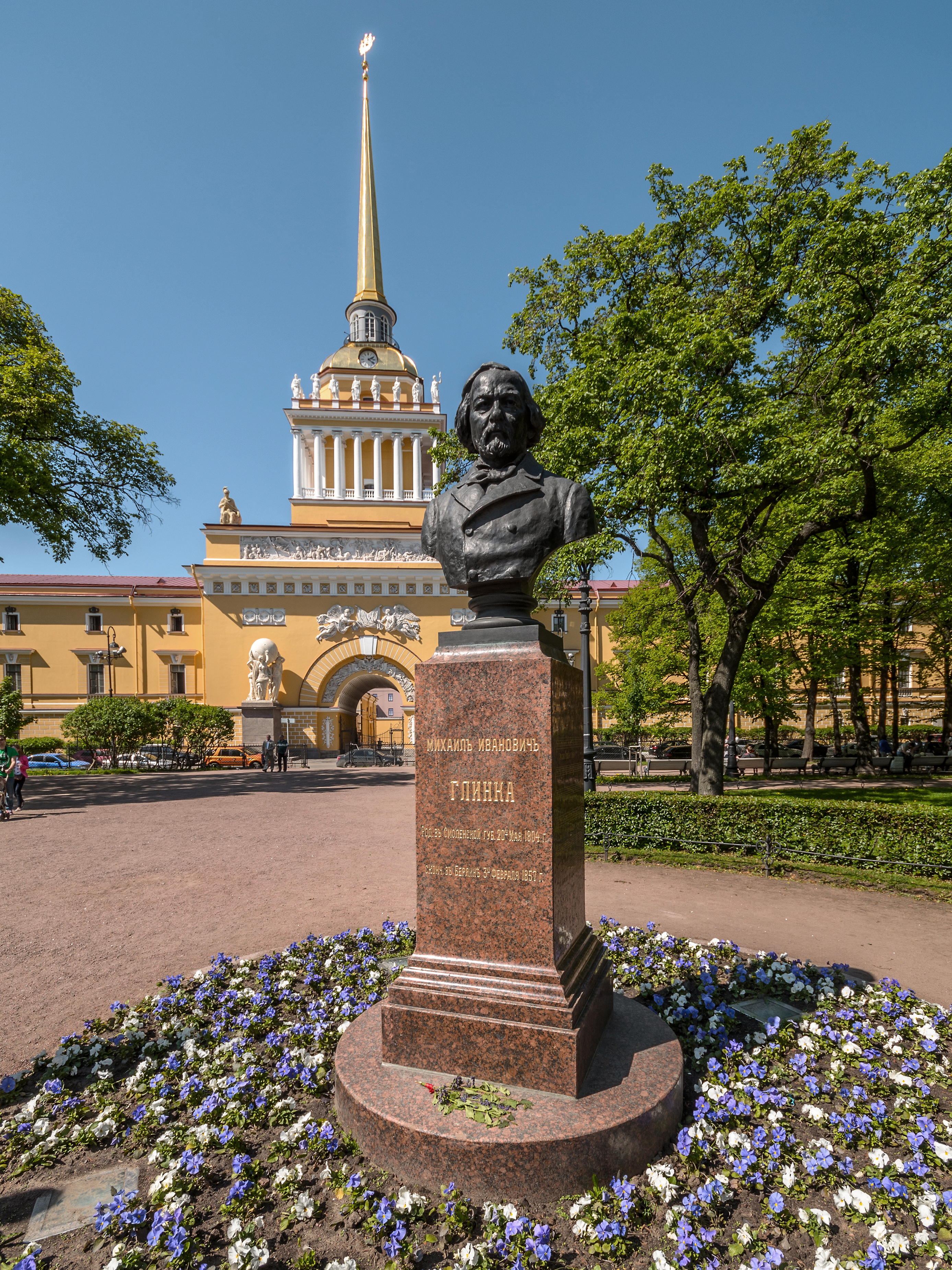
Bustul lui Mihail Glinka
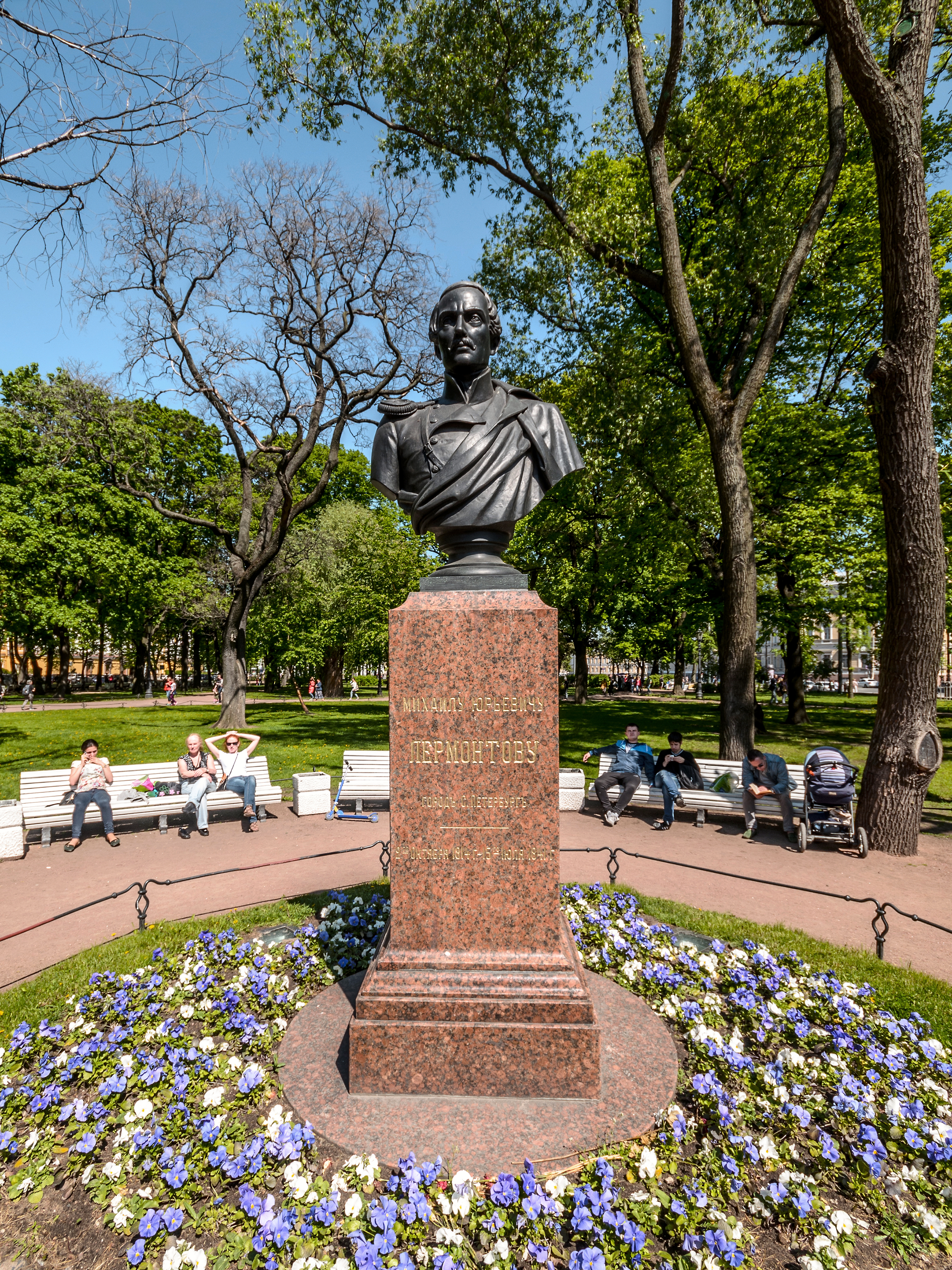
Bustul lui Mihail Lermontov
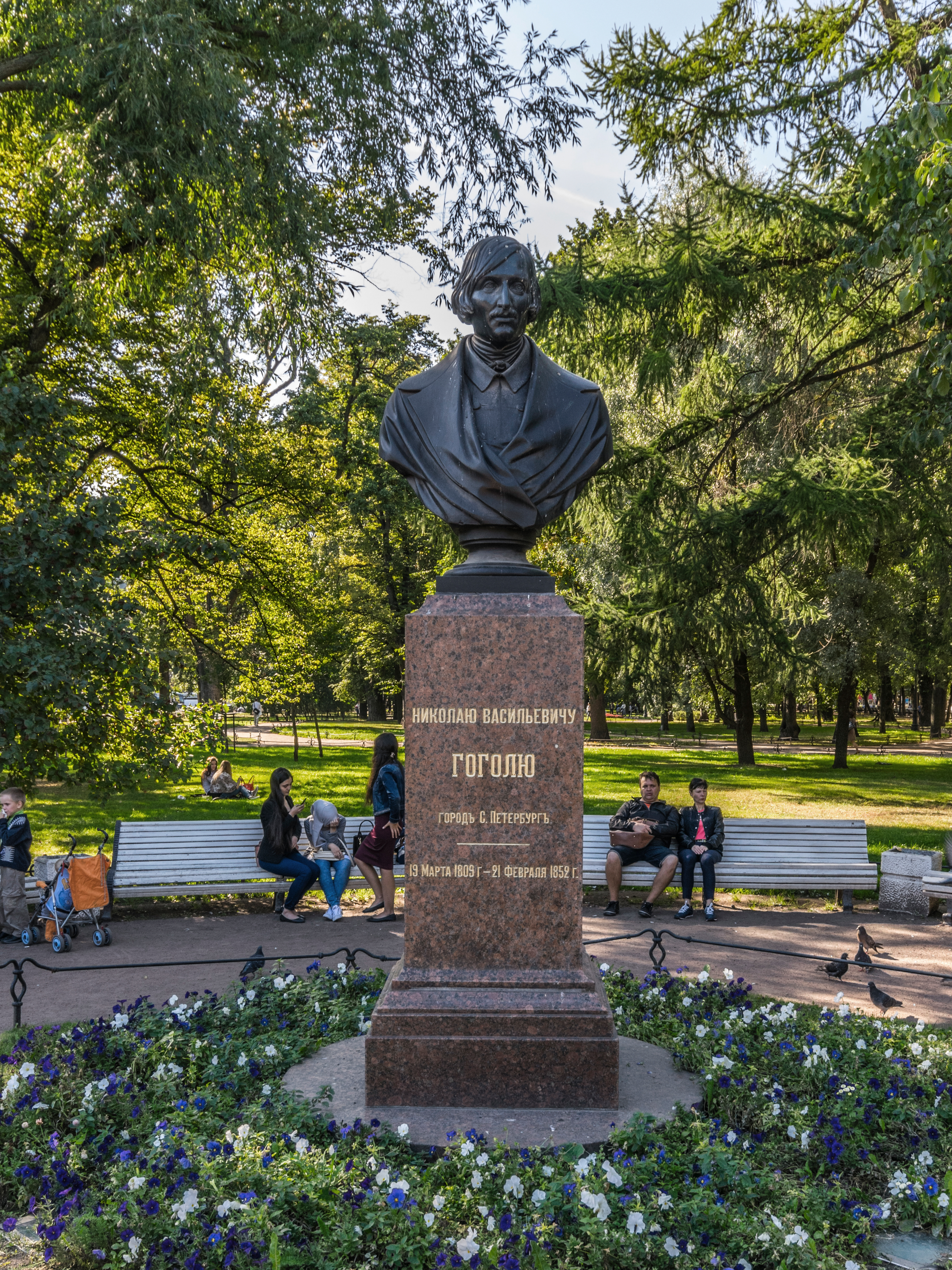
Bustul lui Nikolai Gogol
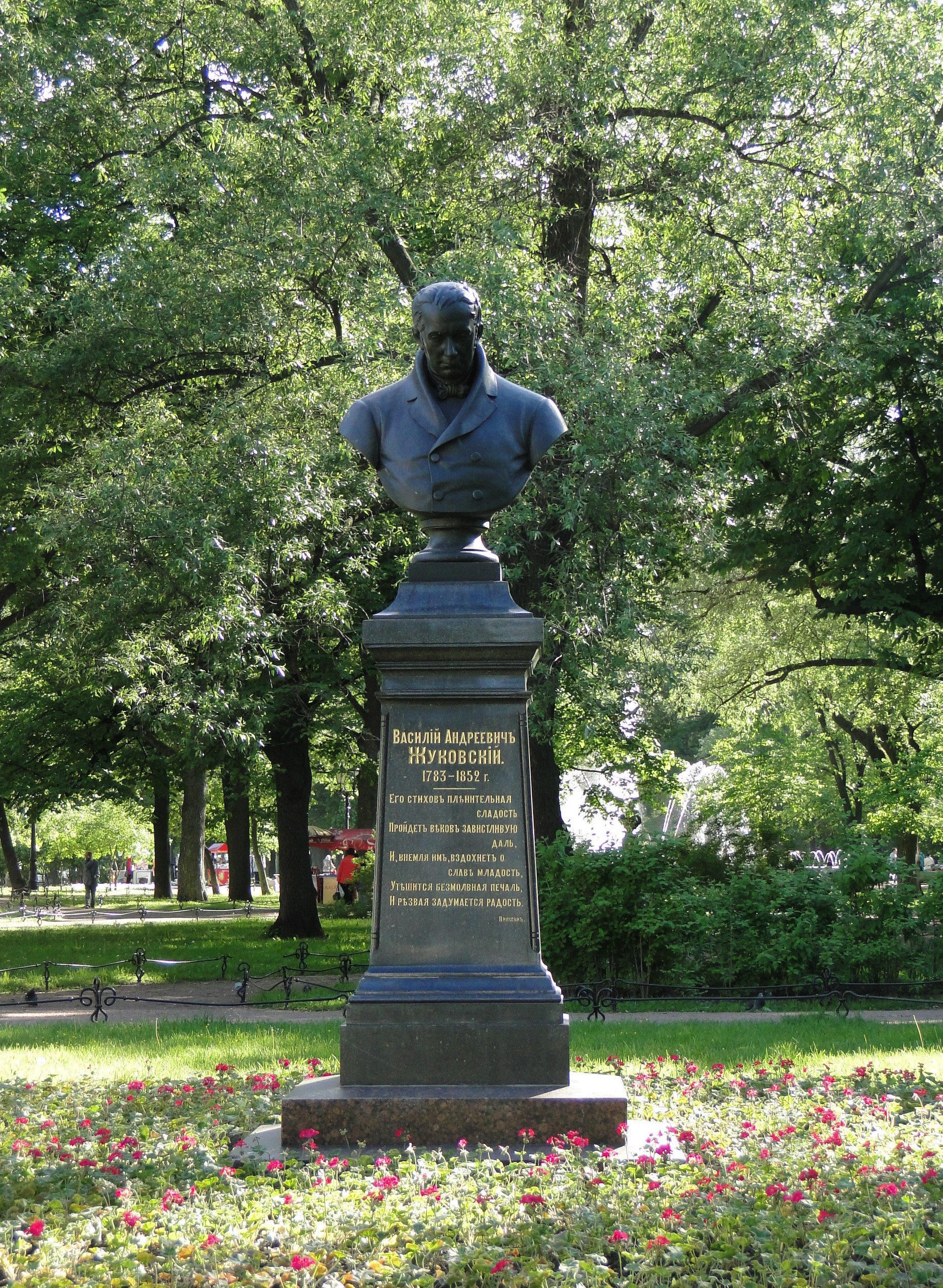
Bustul lui Vasili Jukovski
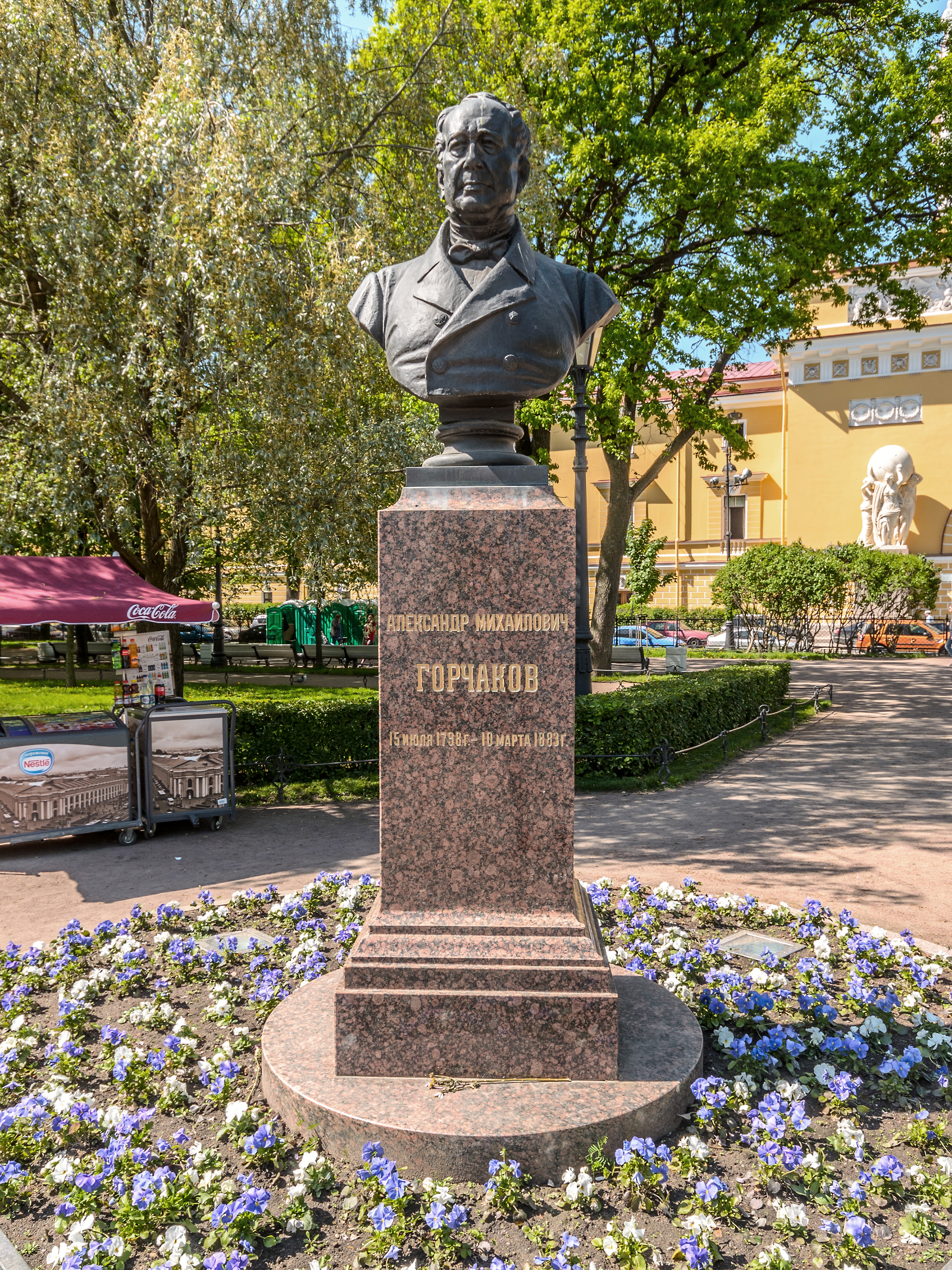
Bustul cancelarului Gorceakov
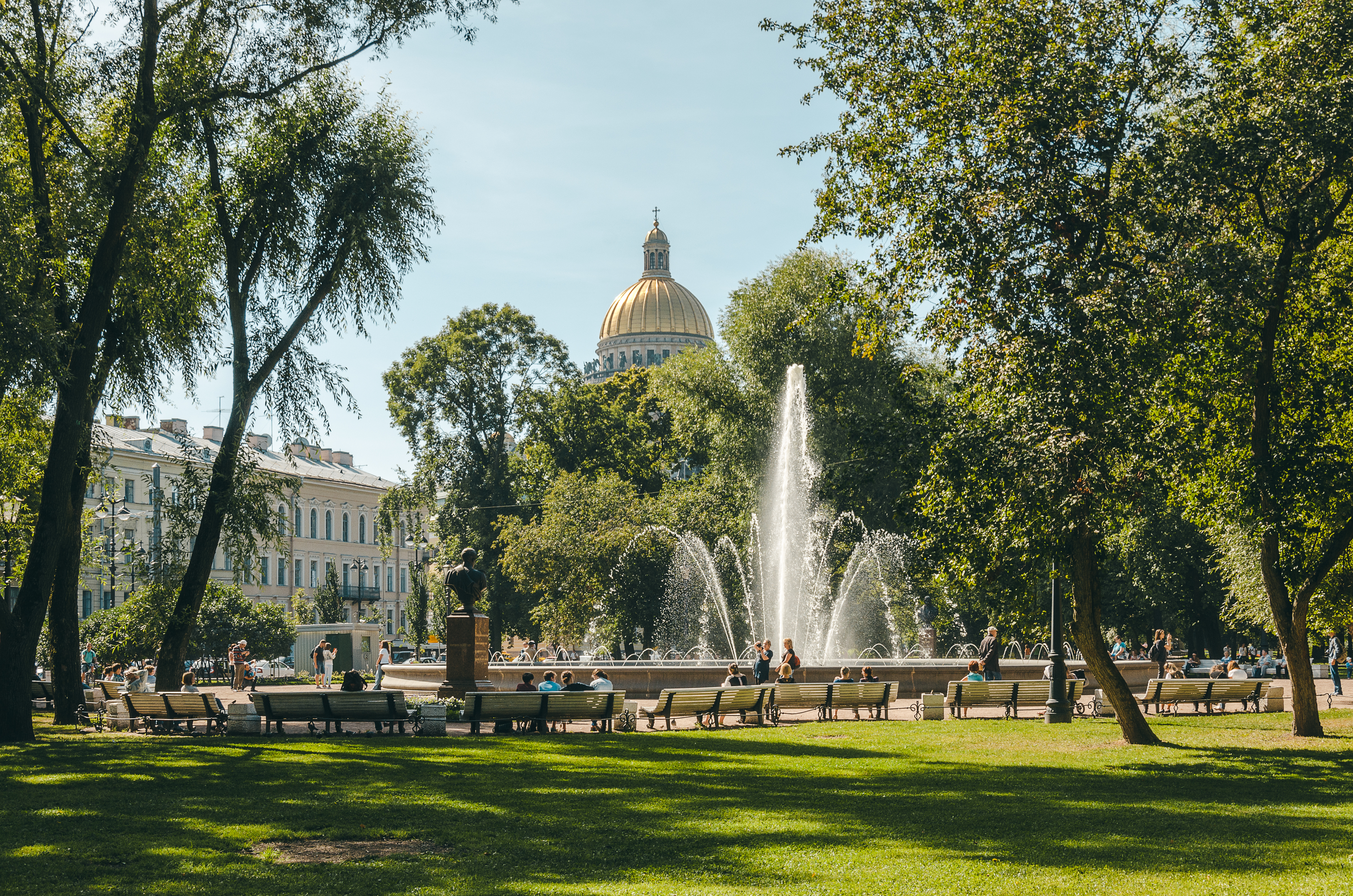
Fântâna amenajată în 1879